# Красноуральськ
Красноура́льськ (рос. Красноуральск) — місто, центр Красноуральського міського округу Свердловської області.

## Географія
Розташоване на східному схилі Середнього Уралу, на річці Кушайка (басейн Обі), станція Мідь (кінцева), за 188 км на північ від Єкатеринбурга.

## Історія
Перше поселення на території міста з'явилося 1832 року у зв'язку з відкриттям золотоносних розсипів, які виявилися небагатими.
В XIX столітті було відкрито Богомоловське родовище мідного колчедану — за прізвищем золотопромисловця Богомолова, на території копалень якого воно знаходилося.
1925 року, у зв'язку з початком освоєння Красногвардійського родовища мідних руд і будівництвом мідеплавильного заводу, було засноване селище Богомолстрой. 1929 року воно було перейменовано в Уралмідьстрой. 1931 року мідеплавильний завод був відкритий. З 10 червня 1931 року — робітниче селище Красноуральск, місто з 1932 року.

## Населення
Населення — 24980 осіб (2010, 28961 у 2002).

## Відомі люди
У місті народився Севастьянов Віталій Іванович — Герой Радянського Союзу.